# Stellaria omeiensis
Stellaria omeiensis är en nejlikväxtart som beskrevs av Cheng Yih Wu, Amp; Y. W. Tsui och P. Ke. Stellaria omeiensis ingår i släktet stjärnblommor, och familjen nejlikväxter. Inga underarter finns listade i Catalogue of Life.